# Seema Malhotra
Seema Malhotra (née le 7 août 1972) est une femme politique britannique du parti travailliste et coopératif qui est députée de Feltham and Heston depuis la tenue d'une élection partielle à la suite du décès d'Alan Keen en 2011. 

## Début de carrière
Elle est la fille de Sushil Kumar Malhotra et Usha et fait ses études dans des écoles du quartier londonien de Hounslow. Elle étudie la politique et la philosophie à l'Université de Warwick et obtient un diplôme de troisième cycle en commerce et en information de l'Université Aston. 
D'origine indienne, elle est une ancienne consultante en gestion qui travaille pour Accenture et PricewaterhouseCoopers. Elle fonde le Fabian Women's Network et est présidente nationale des Young Fabians. 
Elle est la candidate travailliste de la circonscription du Sud-Ouest aux élections de l'Assemblée de Londres en 2004, se classant troisième avec 17% des voix. 
Alors que le parti travailliste est au pouvoir avant 2010, elle travaille comme conseillère auprès de Liam Byrne et Ian Austin lorsqu'ils sont ministres régionaux des West Midlands. À la suite de la démission de Gordon Brown en tant que leader travailliste à la suite des Élections générales britanniques de 2010, elle est la conseillère spéciale de Harriet Harman au cours de son mandat de chef du parti travailliste par intérim. 

## Carrière parlementaire
Elle entre au Parlement en décembre 2011, avec une majorité de 6 203 voix lors des élections partielles de Feltham et de Heston. 
En août 2014, Ed Miliband la nomme au nouveau poste de ministre suppléant de la prévention de la violence à l'égard des femmes. En raison de son rôle au sein de l'équipe des affaires intérieures du parti travailliste, elle est chargée de défendre les causes des victimes de viol, d'agression sexuelle et de violence domestique, ainsi que de mutilation génitale féminine, de mariage forcé, de prostitution et de traite. 
Le 13 septembre 2015, elle est nommée Secrétaire en chef du Trésor du cabinet fantôme dans le Cabinet fantôme Corbyn. Le 26 juin 2016, elle démissionne du cabinet fantôme, aux côtés de dizaines d'autres ministres fantômes,. Elle soutient Owen Smith dans sa tentative infructueuse de remplacer Jeremy Corbyn lors de l'élection présidentielle de 2016 du parti travailliste britannique. 

## Vie privée
Elle est mariée au consultant en gestion et financier Sushil Kumar Saluja, directeur principal des services financiers d’Accenture en Europe, en Afrique, au Moyen-Orient et en Amérique latine. Il siège également au conseil d’administration de TheCityUK, un organisme du secteur des services au Royaume-Uni,. Ils vivent à Chelsea, à Londres .